# وو شوتشينغ (اقتصادي)
وو شوتشينغ (في اللغة الصينية: 吴树青) هو خبير اقتصادي واستاذ صيني من مواليد 3 يناير 1932   - وتوفي في 10 يناير 2020، عن عمر 88 عام. شغل منصب رئيس جامعة بكين من أغسطس 1989 إلى أغسطس 1996. وشغل منصب نائب رئيس جامعة رينمين الصينية.

## سيرة شخصية
وُلد وو في جيانجين، جيانغسو، جمهورية الصين (1912-1949) في 3 يناير 1932. التحق بمدرسة تشانغشو المتوسطة ومدرسة شنغهاي الثانوية. في أغسطس 1948، بعد تحرير مقاطعة تونغشيانغ، كان عضوًا في لجنة الحزب بالمقاطعة. في يوليو 1952 ، درس ثم عمل كمدرس في جامعة رينمين الصينية، وشغل عدة مناصب هناك، بما في ذلك مدرس وأستاذ ومشرف دكتوراه ونائب الرئيس. انضم إلى الحزب الشيوعي الصيني عام 1955. في أغسطس 1989، تم تعيينه رئيسًا لجامعة بكين، ليحل محل دينغ شيسون، الذي لم يمنع طلاب جامعة بكين من الانضمام إلى احتجاجات ميدان تيانانمن.  بعد انتهاء ولايته، استمر في العمل أستاذاً ومديرًا فخريًا للمجلس ورئيسًا لمؤسسة التعليم في الجامعة. في 10 يناير 2020، توفي متأثرا بالمرض في مستشفى بكين، بعمر 88.

## الأعمال
- [A Personal Anthology of Wu Shuqing] (بالصينية). Beijing: Learning Press. 2003. ISBN:9787801163783. {{استشهاد بكتاب}}: |trans-title= بحاجة لـ |title= أو |script-title= (help) and الوسيط |عنوان أجنبي= and |عنوان مترجم= تكرر أكثر من مرة (help)
- [Political Economics] (بالصينية). Beijing: Higher Education Press. 2018. ISBN:9787040502527. {{استشهاد بكتاب}}: |trans-title= بحاجة لـ |title= أو |script-title= (help) and الوسيط |عنوان أجنبي= and |عنوان مترجم= تكرر أكثر من مرة (help)
- [Scientific Development and Social Harmony] (بالصينية). Beijing: Peking University Press. 2008. ISBN:9787301135303. {{استشهاد بكتاب}}: |trans-title= بحاجة لـ |title= أو |script-title= (help) and الوسيط |عنوان أجنبي= and |عنوان مترجم= تكرر أكثر من مرة (help)